# Baekdudaegan

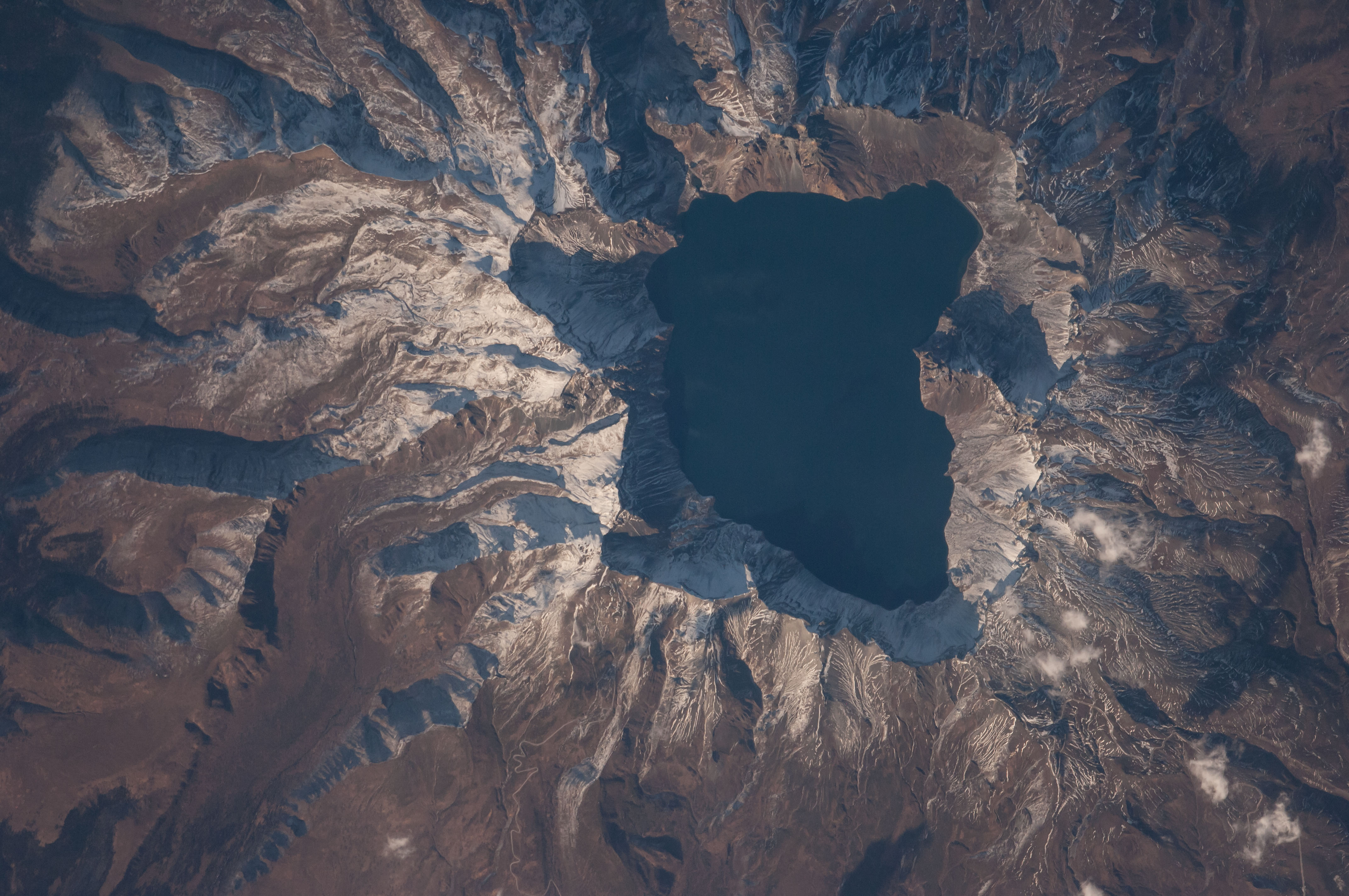
Vista aerea scattata dalla spedizione ISS 41

Baekdudaegan o Baekdu Daegan (in coreano: 백두) è una catena di montagne e bacini con una lunghezza di circa 1400 km che costituisce la spina dorsale topografica della penisola coreana.

## Origine del nome
Baekdu Daegan si traduce letteralmente in una grande catena montuosa che si estende dal Monte Baekdu.

## Geografia
La catena montuosa si estende da nord, dai confini tra Corea del Nord e Cina, con le sue montagne più alte. Prima a sud-sudest fino al Duryusan, poi a una distanza di circa 60 km a 80 km dalla costa orientale al Mar del Giappone. Inseguito si allontana in direzione sud-ovest e poi segue l'arco di costa in direzione sud-sudest verso il confine inter-coreano dei due stati. La catena montuosa è divisa all'incirca per metà tra la Corea del Nord e la Corea del Sud. Sul lato sudcoreano, la catena montuosa è di 221 metri nel punto più basso e raggiunge i 1915 metri nel punto più alto. La catena termina con il monte Jirisan.
Un'area totale di 2750,77 km² delle montagne interessate è stata designata come area protetta.